# العثمانية (الأحساء)
العثمانية هي قرية تتبعُ محافظة الأحساء في المِنطقة الشرقيَّة في المَملكة العربيَّة السعوديَّة.

## الموقع
تقع العثمانية في الربع الخالي جنوب غرب مدينة الهفوف مسافة 50 كيلومتر على الطريق السريع رقم 75 وعلى بعد 325 كيلومترًا شرق العاصمة الرياض.

## الاقتصاد
يوجد في العثمانية معمل الغاز التابع لشركة أرامكو السعودية. ويُعد هذا المعمل من أكبر معامل معالجة الغاز في العالم. وقد بدأ إنتاجه في عام 1981م جزءًا من شبكة الغاز الرئيسة في أرامكو السعودية لمعالجة الغاز المصاحب للنفط الخام. وتعتزم الشركة ليكون ضمن قائمة «المنارات الصناعية» التي تضم مرافق التصنيع الرائدة على مستوى العالم في تطبيق تقنيات الثورة الصناعية الرابعة.
وقد تقرر بناء محطة معالجة غاز في العثمانية، والتي ستستخدم لفصل وتجميع أجزاء الغاز الطبيعي مثل الإيثان والبروبان من خلال مزيل الميثان من 1.4 مليار قدم مكعب قياسي في اليوم من الغاز المنتج في المنطقة، حيث أعلنت أرامكو السعودية في 16 نوفمبر 2016، أن الشركة وقعت عقودًا مع شركة هيونداي لمشروع العثمانية لاسترداد الإيثان العميق. في 27 أكتوبر 2016، حصلت شركة هيونداي للهندسة والإنشاءات على طلب لبناء محطة معالجة غاز بقيمة 736 مليون دولار في العثمانية من شركة أرامكو السعودية.
تقوم أرامكو السعودية بتوسيع معمل الغاز في العثمانية وشدقم كجزء من مشروع تبلغ قيمته حوالي 2.7 مليار دولار تقريبًا. ويقال إن نطاق العقد يشمل العمل في ثلاث محطات جديدة لضغط الغاز في منطقتي العثمانية وشدقم، وإدخال تعديلات على محطتي غاز العثمانية وشدقم القائمة والمنشآت الأخرى ذات الصلة.

## العمران والمرافق
- مركز خدمات المواد بالعثمانية
- مقر شركة أرامكو- العثمانية